# ابراهیم نادری
ابراهیم نادری (زاده ۱۳۱۵ تهران - مرگ ۱۵ اردیبهشت ۱۳۸۶ تهران) بازیگر سینما اهل ایران بود.

## بازیگر
- همت (۱۳۵۴)
- ناجورها (۱۳۵۳)
- بندری (۱۳۵۲)
- سالومه (۱۳۵۲)
- اعجوبه‌ها (۱۳۵۱)
- دشنه (۱۳۵۱)
- کافر (۱۳۵۱)
- داش آکل (۱۳۵۰)
- درختان ایستاده می‌میرند (۱۳۵۰)
- زیر بازارچه (۱۳۵۰)
- مردان سحر (۱۳۵۰)
- ملا ممد جان (۱۳۵۰)
- آفتاب مهتاب (۱۳۴۹)
- سفر پر ماجرا (۱۳۴۹)
- عشق کولی (۱۳۴۸)
- شعله‌های خشم (۱۳۴۷)
- شکار شوهر (۱۳۴۷)
- مأمور ۰۰۰۸ (۱۳۴۶)
- پسر دهاتی (۱۳۴۵)
- گنجینه سلیمان (۱۳۴۵)
- رانندگان جهنم (۱۳۴۵)
- مقصر پدرم بود (۱۳۴۵)
- مزد خونین (۱۳۴۴)
- تعقیب خطرناک (۱۳۴۳)
- دزد شهر (۱۳۴۳)